# Björkesjön (Almundsryds socken, Småland)
Björkesjön är en sjö i Tingsryds kommun i Småland och ingår i Mörrumsåns huvudavrinningsområde.